# AJS Model 26-serie
De AJS Model 26-serie was een serie 350cc-motorfietsen die het Britse merk AJS produceerde van 1935 tot 1939.

## Voorgeschiedenis
De gebroeders Stevens leverden al vanaf 1904 stationaire motoren, maar ook inbouwmotoren voor de merken Wearwell en Clyno, die net als de "Stevens Motor Mfg Co" in Wolverhampton gevestigd waren. Toen de wens ontstond om onder eigen naam deel te nemen aan de Isle of Man TT begonnen ze motorfietsen te bouwen onder de naam "AJS", naar de initialen van een van hen, Albert John ("Joe") Stevens. De machines moesten geschikt zijn voor de Junior TT, die toen nog verreden werd met 300cc-motoren. Ze namen in 1911 deel met het 300cc-Model B. De Junior TT groeide naar 350 cc en Eric Williams won de Junior TT van 1914 met een 350cc-AJS Model B Sport. Na de Eerste Wereldoorlog won Cyril Williams (geen familie) de Junior TT van 1920 met het AJS TT Model en in 1921 was het succes compleet met de eerste vier plaatsen in de Junior TT, terwijl Howard R. Davies met zijn 350cc-AJS ook de 500cc-Senior TT wist te winnen. AJS had de oorlog overleefd dankzij de zware AJS V-twins die aan het Russische leger geleverd werden, maar in de jaren twintig leverde het naast deze zware zijspantrekkers vooral 350cc-motorfietsen die als toermotor, sportmotor en wegracer geleverd werden. Er waren niet minder dan vijf verschillende series. De Model 3-serie toermotorfietsen met zijklepmotor, de Model 4-serie sportmotoren met zijklepmotor, de Model 5-serie sportmotoren met zijklepmotor, de Model 6-serie sportmotoren met stoterstangen-kopklepmotor en de Model 7-serie echte racers met bovenliggende nokkenas. 

## Overname door Matchless
Eind jaren twintig werden de financiële problemen voor AJS steeds groter en in 1931 besloten de aandeelhouders om het faillissement aan te vragen. AJS bouwde intussen ook auto's, autobussen en radio's, maar de motorfietstak en de goodwill werden in 1931 verkocht aan Matchless in Woolwich. De productie verhuisde weliswaar naar Londen, maar de AJS-modellen bleven vooralsnog gewoon in productie. Ze waren ook een welkome aanvulling van het Matchless-programma, dat feitelijk alleen bestond uit de zware Model X-serie en de mislukte projecten Silver Hawk en Silver Arrow. Vanaf 1933 gebruikte Matchless een type-aanduiding die bestond uit het jaartal en het type. Zo ontstonden de typenamen 35/D3 en 35/G3 voor Matchless en 35/16 en 35/26 voor AJS. In 1937, toen inmiddels ook Sunbeam door Matchless was overgenomen, kreeg het samenwerkingsverband AJS-Matchless-Sunbeam de naam Associated Motor Cycles. 

## 1935
In 1935 sloeg Matchless nieuwe wegen in. De broers Harry, Charlie en Bert Collier moesten hun mislukte projecten (Matchless Silver Hawk en Silver Arrow) laten schieten en besloten zich ook onder de eigen merknaam te gaan richten op 250-, 350- en 500cc-modellen. In de 350cc-klasse bracht het de modellen 35/D3 en 35/G3 uit. Het had daarbij gebruik kunnen maken van de AJS-kopklepmotor met een boring/slagverhouding van 74 x 81 mm, maar dat gebeurde niet. De Matchless-motoren kregen een boring van 69 mm en een slag van 93 mm. 

## AJS Model 26-serie
De beleidswijziging van Matchless had ook gevolgen voor AJS. Er bleven nog maar twee 350cc-modellen over: het Model 35/16 en het AJS Model 26. De machines waren alle vier verschillend. Het Matchless Model 35/D3 was een toermotor met een licht voorover hellende cilinder, het Matchless Model 35/G3 was een sportmotor met rechtop staande cilinder. Bij beide AJS-modellen stond de cilinder rechtop. Het Model 26 was de toermotor, het Model 16 de sportmotor. 

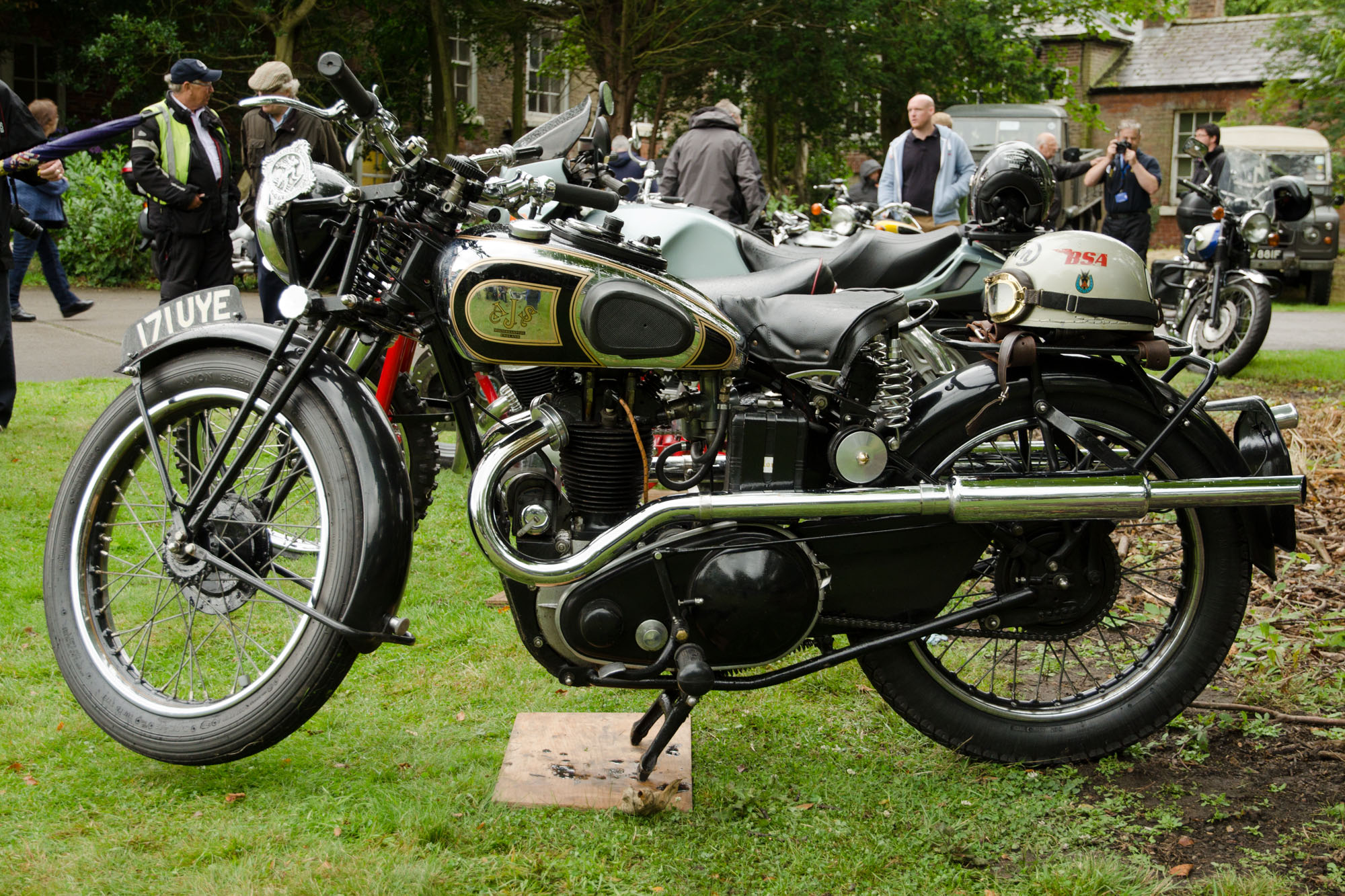
Dit Model 36/26 uit 1936 heeft de swept back pipes waarvoor extra moest worden betaald. Standaard had de machine laagliggende uitlaten.

### Modellen 35/26, 36/26, 37/26, 38/26 en 39/26 1935-1939
Het Model 35/26 had een "Lo-Ex" aluminium zuiger. Het had een dubbele ("Two Port")-uitlaatpoort en week daarme af van het "Big Port"-Model 16. Als toermodel had het laagliggende uitlaten. De boring bedroeg 69 mm, de slag 93 mm. Het was een exteem lange slag motor, mede verantwoordelijk voor de bijnaam "Plumstead Stamper". De ontsteking kwam van een magneer die voor de cilinder was gemonteerd en door een ketting werd aangedreven. De smering geschiedde met een dry-sumpsysteem waarvan het rechthoekige 1,7-liter olietankje onder het zadel zat. De vierversnellingsbak was handgeschakeld zoals bij het Matchless Model 35/D3. Voor voetschakeling moest 12 shilling worden betaald. De primaire ketting liep in een oliebad, de secundaire ketting in een open kettingkast. Op het voorste kettingtandwiel zat een transmissiedemper. Omdat onder het carter twee beugels zaten die de framebuizen met elkaar verbonden, kon men spreken van een wiegframe. De machine had al een moderne middenbok, maar ook nog een ouderwetse voorwielstandaard. De Girder-parallellogramvork was voorzien van drie frictiedempers: twee schokdempers en een stuurdemper. Het instrumentenpaneel bevatte een ampèremeter, de lichtschakelaar en was voorbereid voor de inbouw van een "eight day clock". Het was netjes verzonken ingebouwd in de bovenkant van de tank. De snelheidsmeter zat op het stuur. Beide wielen hadden een trommelrem. Het Model 36/26 uit 1936 was bijna identiek en kostte 46 pond. Het Model 37/26 had een licht gewijzigde cilinderkop en kostte 48 pond. Bij het Model 38/26 was het leren gereedschapstasje dat aanvankelijk tussen de buizen van het achterframe zat vervangen door een metalen kastje aan het achterspatbord en de middenbok was vervangen door een achterwielstandaard. Het Model 39/26 had opnieuw een gewijzigde cilinderkop. Nu waren de stoterstangen deels verborgen achter koelribben, zoals dat ook bij het Matchless Model 39/G3C was gedaan. De machine kostte nu 52 pond.

### Model 38/26 Silver Streak 1938
Zowel AJS als Matchless hadden begin jaren dertig geprobeerd om zeer luxueuze en dure modellen op de markt te brengen: Het AJS Model S3, de Matchless Silver Arrow en de Matchless Silver Hawk. Voor die machines waren ook aparte, gecompliceerde motorblokken ontwikkeld, wat de ontwikkelingskosten sterk verhoogde.
In 1938 deed men een nieuwe poging: als AJS Silver Streak werden drie modellen op de markt gebracht, maar nu allemaal gebaseerd op bestaande modellen met bestaande motorblokken. Er kwam een 250-, 350- en 500cc-versie. Alles wat verchroomd kon worden was ook verchroomd, de blokken waren getuned en de cilinderkop gepolijst. Het 350cc-model was de AJS Model 38/26 Silver Streak, technisch vrijwel gelijk aan het Model 38/26, maar met een enkele "Big Port"-uitlaatpoort en dus ook een enkele uitlaat. De Silver Streak-serie bleef slechts één jaar in productie.

## Einde van de productie
Door de oorlogsdreiging en uiteindelijk het daadwerkelijke uitbreken van de Tweede Wereldoorlog richtte Matchless zich grotendeels op de ontwikkeling van een militaire motorfiets. Dat werd in eerste instantie de 350cc-Matchless WG3/L, die al in 1939 dienst deed in Noord-Frankrijk. Na de slag om Duinkerke en de daaropvolgende Britse evacuatieoperatie Dynamo bleef vrijwel al het materieel, al dan niet vernietigd, achter in Duinkerke. Onmiddellijk werden alle beschikbare Matchless-motorfietsen aangekocht door het War Office om de verliezen te compenseren. Het War Office startte tests voor de aanbesteding van specifiek militaire motorfietsen. Matchless ontwikkelde de WG3/L door tot de Matchless G3/L met de teledraulic-hydraulisch gedempte telescoopvork. Het Zuid-Afrikaanse leger bestelde 110 G3/L's voor motorordonnanssen, maar de Britse opdracht ging in eerste instantie naar Triumph met haar 3TW. De Triumph-fabriek aan Priory Street in Coventry ging echter verloren bij het bombardement op Coventry op 14 november 1940. Triumph opende in mei 1942 een nieuwe fabriek in Meriden, maar toen was de opdracht voor de productie van 80.000 motorfietsen al naar AMC gegaan. De militaire Matchless G3/L zou na de oorlog helpen om de civiele productie weer op te starten. Het AJS Model 26 zou echter niet meer terugkomen. Na de oorlog kwam het AJS Model 16 wel terug, maar dat was een via badge-engineering verkregen kopie van de Matchless G3/L.